# 威廉·古斯特洛夫
威廉·古斯特洛夫（德語：Wilhelm Gustloff，1895年1月30日—1936年2月4日）是瑞士纳粹党创始人和党魁（其为居住在德国以外的德国公民所组成的纳粹党组织）；他从1932年起一直担任瑞士纳粹党的党魁，直到1936年被暗杀为止。 

## 生平和被暗杀
古斯特洛夫是商人赫尔曼·古斯特洛夫的儿子；古斯塔洛夫曾作为气象学家为瑞士政府工作，于1927年加入纳粹党。他协助分发反犹太主义宣传书《锡安长老会议定书》，以至于瑞士犹太社区起诉该书的发行者瑞士国家纳粹党，指控其诽谤。1936年，古斯特洛夫在达沃斯被大卫·法兰克福特（英語：David Frankfurter）枪杀，他是一名来自克罗地亚的南斯拉夫犹太学生，而他对瑞士纳粹党的发展而感到愤怒。
暗杀后，刺客法兰克福特向瑞士警方自首，承认罪行并说：“我开枪是因为我是犹太人”。随后他被判处18年监禁，并在瑞士监狱中度过了战争。法兰克福特在第二次世界大战结束时被赦免并流放。

## 葬礼
古斯特洛夫死后，纳粹德国当局在其出生地梅克伦堡的什未林举行了国葬，阿道夫·希特勒、约瑟夫·戈培尔、赫尔曼·戈林、海因里希·希姆莱、马丁·鲍曼和约阿希姆·冯·里宾特洛甫出席了葬礼。数以千计的希特勒青年团成员在葬礼游行路线上列队。他的棺材由一辆从达沃斯开往什未林的专列运送，在斯图加特、维尔茨堡、埃尔富特、哈雷、马格德堡和维滕贝格停留。古斯特洛夫的遗孀、母亲和兄弟参加了葬礼，并收到了希特勒的私人慰问。恩斯特·威廉·博勒（英語：Ernst Wilhelm Bohle）在古斯特洛夫的葬礼上第一个为他朗诵了几句诗。
古斯特洛夫被宣布为纳粹事业的献身者，而他被刺杀一事成为宣传的一部分，其被刺杀也成为1938年水晶之夜的借口。他的妻子海德薇格曾是希特勒的秘书，她从希特勒私人那里得到了每月400帝国马克的“荣誉工资”，相当于今天的13,000美元左右。
与1938年德国外交官恩斯特·冯·拉斯在巴黎被赫歇尔·格林斯潘暗杀后不同，古斯特洛夫的死没有立即被政治化并加以宣传。这是因为希特勒不想冒任何因国内反犹太主义而导致德国失去最近获得的1936年夏季奥运会的主办权的风险；因为纳粹德国的反犹太主义政策已经导致其他国家要求奥运会在他国城市举行。